# Magnus Celsius
Magnus Nicolai Celsius, född 16 januari 1621 i Alfta socken, Hälsingland och död 5 maj 1679, var en svensk astronom, matematiker och fornforskare. Ursprungligen med efternamnet Metagrius men tog sig namnet Celsius och blev stamfader till släkten Celsius. Celsius var far till Nils Celsius, Johan Celsius och Olof Celsius d.ä..  
Celsius skrevs in vid Uppsala universitet 1641, där han tillhörde Hälsinge nation. 
År 1649 blev han filosofie magister i Uppsala. Han blev Rector Scholæ Upsaliensis 1657 det vill säga rektor för föregångaren till katedralskolan. 1665 blev han extra ordinarie professor och assessor i antikvitetskollegium 1666. 1668 blev han professor i matematik vid universitetet, och 1675 blev han universitetets rektor. Från 1677 var han även kyrkoherde i Gamla Uppsala. 
Celsius var för sin tid uppmärksammad som såväl matematiker, astronom som botaniker. Främst känd är han dock för att ha lyckats knäcka gåtan med de stavlösa hälsingerunorna 1675. Publiceringen av resultaten påbörjades 1677, men avbröts av hans död. De fullföljdes dock senare av sonen, Olof Celsius d.ä..